# Luserna (torrente)
Il Luserna (Luserna anche in piemontese, Luzerna in occitano) è un torrente del Piemonte, affluente in destra idrografica del Pellice. Il suo corso si sviluppa nella parte più a monte in provincia di Cuneo e per il resto in provincia di Torino.

## Idronimo
Il nome del torrente e quello dell'omonimo centro abitato potrebbero derivare da losa (in lingua piemontese; anche lausa o lauza in antico occitano provenzale), nome dato alla pietre lisce e piatte largamente estratte dalle montagne di questa zona.

## Percorso

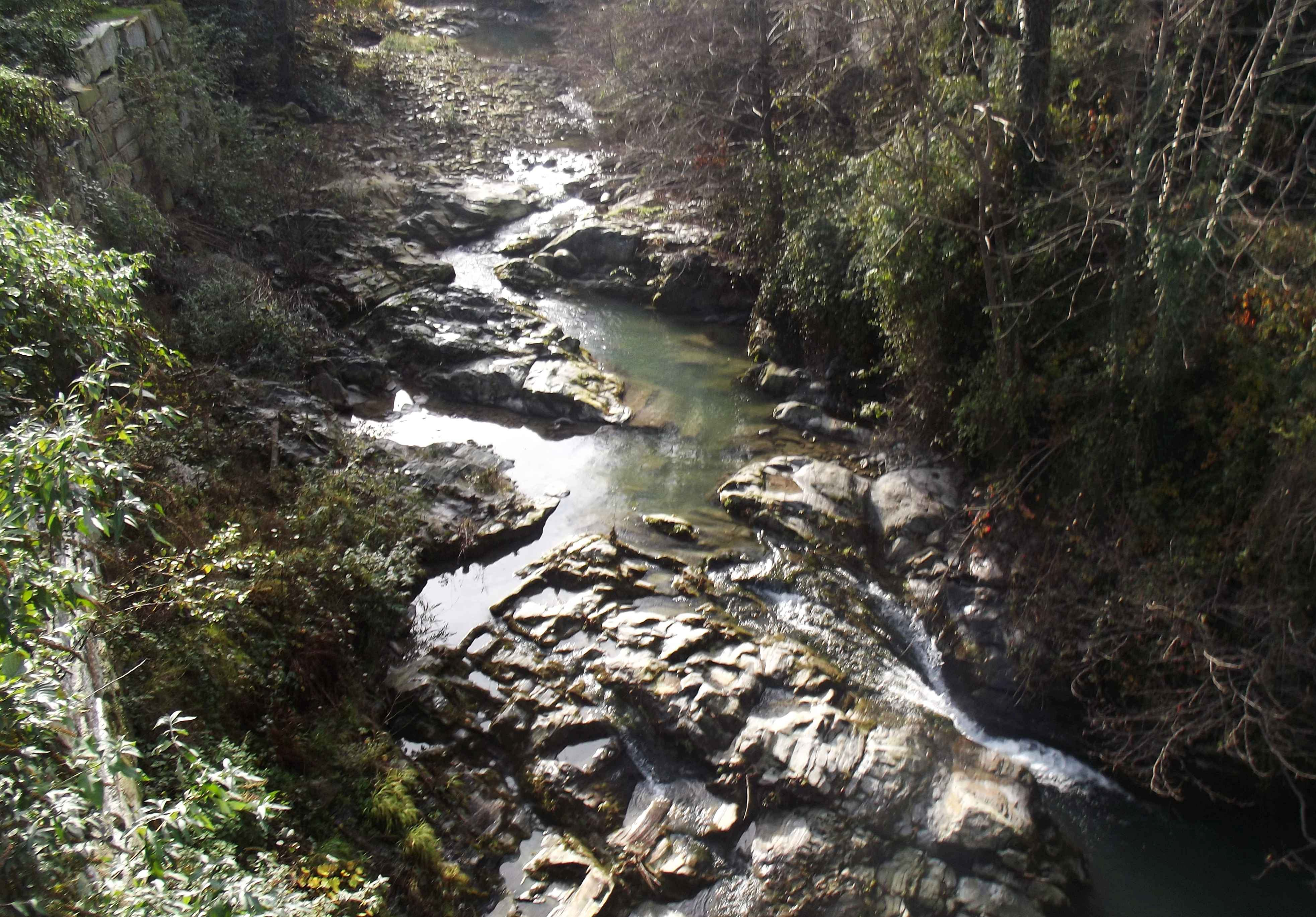
Il Luserna al confine tra Luserna San Giovanni e Lusernetta (via Ponte Pietra).

Il torrente si origina dall'unione di alcuni rami sorgentizi che scorrono sul versante orientale del monte Friolànd, in comune di Bagnolo Piemonte (CN). 
Nella sua parte più in quota riceve alcuni affluenti, tra i quali i rii Reissa e Mora, e subisce l'impatto delle cave di pietra ornamentale presenti nell'area, parte del cui materiale di risulta veniva in passato riversato nel torrente.
Dopo aver fornito la forza motrice a due centraline idroelettriche il Luserna comincia a segnare il confine tra i comuni di Bagnolo e di Rorà e riceve da sinistra due nuovi affluenti, il torrente di Peyret e il rio che raccoglie le acque della Comba di Rorà. La vallata comincia a questo punto ad allargarsi e ad ospitare varie borgate
. Segnando ora il confine tra Luserna San Giovanni e Lusernetta il torrente riceve ancora - questa volta da destra - il contributo del rio Traverso (o Traversero), che scende dal Montoso. Appena a valle della confluenza il Luserna alimenta un'altra piccola centrale elettrica, costruita nel 1923 a servizio del cotonificio di proprietà dei fratelli Turati.. Va infine a sfociare infine nel Pellice attorno a quota 440 m s.l.m., sempre al confine tra i territori di Lusernetta e di Luserna San Giovanni.

## Utilizzi
Oltre alle citate centraline idroelettriche le acque del Luserna alimentano alcuni canali irrigui tra i quali la Gora Possetti e quelle di Pontevecchio, di Bibiana e di Luserna Alta. SI tratta di corsi d'acqua modesti ed ormai sottoutilizzati a causa del parziale abbandono dell'attività agricola nelle zone servite.

## Pesca
Tutto il corso del torrente è soggetto a diritti demaniali esclusivi di pesca.

## Cartografia
- Cartografia ufficiale italiana dell'Istituto Geografico Militare (IGM) in scala 1:25.000 e 1:100.000, consultabile on line
- Fraternali editore - Carta dei sentieri e stradale scala 1:25.000 n.7 Val Pellice